# مهدی اژه‌ای
مهدی اژه‌ای (متولد ۱۳۲۹ اصفهان) روحانی و سیاستمدار ایرانی. او نماینده منتخب مردم اصفهان در دوره چهارم مجلس شورای اسلامی است. مهدی اژه‌ای فرزند علی‌محمد اژه‌ای از روحانیون اصفهان و برادر علی‌اکبر اژه‌ای از کشته شدگان  بمب‌گذاری در دفتر مرکزی حزب جمهوری اسلامی است.